# Cyril Trichet
Pour les articles homonymes, voir Trichet.
Cyril Trichet est un auteur de bande dessinée et musicien né à La Roche-sur-Yon le 10 avril 1980.

## Œuvres

### Bandes dessinées
Les Arcanes du Midi-Minuit, dessinateur, avec Jean-Charles Gaudin (scénario), éditions Soleil
1. L'Affaire du Nalta P312, 2002 [1],[2]
2. L'Affaire de la ligne 11, 2003
3. L'Affaire « Collossos », 2004 [3]
4. L'Affaire du Oungan, 2005 [4]
5. L'Affaire Sylvak, 2006
6. L'Affaire du détenu 3491, 2008 [5]
7. L'Affaire Rivendalwn (2009)
8. L'Affaire Trinski (2011)
9. L'Affaire mentaliste (2012)
10. L'Affaire Marnie (2013)
11. L'Affaire des origines - 1re partie: Jim Mc Kalan (2014)
12. L'Affaire des origines - 2e partie: Jenna Mc Kalan (2015)
13. L'Affaire de la pieuvre (2017)
14. L'Affaire des rois - Episode 1 (2018)
15. L'Affaire des rois - Episode 2 (2020)
16. L'Affaire "Crâne" (2024)

Les Mc Fox (dessinateur) aux éditions Soleil.
1. Praxis et compagnie (2010)

Pernille , dessinateur, avec Dav au scénario. Série régulière dans le magazine Spirou (à partir de 2022)

### Discographie
GlamGlitters
1. Coming from 1984 (2010)
2. Back to the Future (2013)
3. Rock Your Universe (2018)